# 제이 로드리게스
제이 엔리크 로드리게스(Jay Enrique Rodriguez, 1989년 7월 29일 번리 ~ )는 잉글랜드의 축구 선수로 현재 렉섬에서 공격수로 활약하고 있다.

## 수상 경력
번리
- 풋볼 리그 챔피언십 플레이오프: 2008-09

개인
- 번리 올해의 선수: 2010-11
- PFA 올해의 팀: 2011-12 챔피언십